# Andrea
Andrea (případně řidčeji (staročesky) Ondřejka) je ženské, případně oboupohlavní jméno pocházející z řečtiny a znamenající odvážný, statečný, charismatický, mužný. Česká podoba jména byla zřejmě převzata z francouzské verze jména André. Svátek má 26. září. Mužská obdoba jména je Ondřej, popř. Andrej.

## Statistické údaje
Následující tabulka uvádí četnost jména v ČR a pořadí mezi ženskými jmény ve srovnání dvou roků, pro které jsou dostupné údaje MV ČR – lze z ní tedy vysledovat trend v užívání tohoto jména:
| Rok       | Četnost    | Pořadí   |
| 1999      | 34 769     | 43.      |
| 2002      | 35 576     | 42.      |
| Porovnání | o 807 více | o 1 lépe |
| 2006      | 38 523     | 41.      |

Změna procentního zastoupení tohoto jména mezi žijícími ženami v ČR (tj. procentní změna se započítáním celkového úbytku žen v ČR za sledované tři roky 1999–2002) je +3,1 %, což svědčí o poměrně značném nárůstu obliby tohoto jména.

## Zdrobněliny
Andrejka, Endy, Andy, Andruška, Áďa, Anďa, Adi, An, Andruš

## Známí nositelé jména
V italštině je toto jméno běžně používané také jako mužské. Jeho nositeli jsou například:

### Ženy
- Andrea Absolonová, česká skokanka do vody a pornoherečka
- Andrea Barber, americká herečka
- Andrea Bowen, americká herečka
- Andrea Brown, americká zpěvačka
- Andrea Corr, irská hudebnice
- Andrea Černá, česká herečka
- Andrea Čunderlíková, česká herečka
- Andrea Danková, operní pěvkyně
- Andrea Dworkin, americká feministická aktivistka a spisovatelka
- Andrea Elsnerová, česká herečka
- Andrea Evans, americká herečka
- Andrea Feldman, americká herečka
- Andrea Fischer, německá politička
- Andrea Ghez, americká astronomka a profesorka
- Andrea Hall, americká herečka
- Andrea Haunerová, německá novinářka
- Andrea Hlaváčková, česká tenistka
- Andrea Jaegerová, tenistka
- Andrea Johnová, basketbalistka, učitelka
- Andrea Jumapaová, modelka a herečka
- Andrea Kalivodová, česká operní pěvkyně
- Andrea Koppelová, novinářka
- Andrea Lauová, německá herečka
- Andrea Leeds, americká herečka
- Andrea Levy, britská spisovatelka
- Andrea Lewis, kanadská herečka
- Andrea Martinová, herečka a komička
- Andrea Mason, australská politička
- Andrea McArdle, americká pěvkyně a herečka
- Andrea Mitchell, australská novinářka
- Andrea Němcová, česká moderátorka
- Andrea Dewarová, kanadská pólistka
- Andrea Thompson, americká herečka
- Andrea True, pornoherečka a zpěvačka
- Andrea Vadkerti, slovenská moderátorka
- Andrea Verešová, slovenská modelka
- Andrea Zsadon, maďarská operní pěvkyně
- Andrea Kerestešová, slovenská modelka a herečka

### Muži
- Andrea Andreani, italský dřevořezbář
- Andrea Bocelli, zpěvák, skladatel a producent
- Andrea Broscio, italský sochař a architekt
- Andrea Cesalpino, italský fyzik, filozof a botanik
- Andrea Costa, italský aktivista
- Andrea dal Monte Sansovino, italský sochař
- Andrea de Cesaris, automobilový závodník
- Andrea diSessa, učitel
- Andrea Doria, janovský kondotiér a admirál
- Andrea Guatelli, italský fotbalista
- Andrea Mantegna, florentský malíř
- Andrea Orcagna, florentský malíř, sochař a architekt
- Andrea Palladio, italský architekt
- Andrea Pazienza, italský komik
- Andrea Pirlo, italský fotbalista
- Andrea Pisano, italský sochař a architekt
- Andrea del Sarto, italský renesanční malíř
- Andrea Solari, renesanční malíř
- Andrea Stramaccioni, bývalý trenér AC Sparta Praha
- Andrea Tafi, italský umělec
- Andrea Zanzotto, italský sportovec
- Andrea Casiraghi, syn monacké princezny Caroline